# Lawrence Patrick Biggie
Lawrence Patrick Biggie O.B.E. (Calcuta, 24 de abril de 1917-Chichester, 22 de noviembre de 1999) fue un diplomático, pintor y escritor británico.

## Biografía
Patrick Biggie nació en Calcuta, India Británica en 1917. Hijo de Henry William Biggie y Dora Muriel Pemberton, su padre era cartógrafo. Se educó en Inglaterra pero volvió a la India en 1936 enrolándose en la academia de la Policía Imperial India en Moradabad, graduándose como teniente y ascendiendo hasta el cargo de superintendente al cargo de la provincia de Azamgarh, puesto que ejerció hasta la independencia en 1947. 
Posteriormente se unió al servicio diplomático sirviendo en París, Valencia, Kuwait, Nueva York, El Pireo, Atenas, Ámsterdam, Barcelona, La Habana, Johannesburgo y Sevilla hasta su jubilación en 1977.
Tras su jubilación se dedicó a la escritura, la pintura y el jazz hasta 1979 cuando se le solicitó su vuelta al servicio activo como cónsul británico en Algeciras.
Fue condecorado oficial de la Orden del Imperio Británico  O.B.E. en 1970.
Se casó con Margaret E Barnes en 1944 con la que tuvo tres hijos y tres hijas, todos nacidos en distintos países.

## Condecoraciones
Patrick Biggie recibió las siguientes condecoraciones durante su servicio:
OBE The Most Excellent Order of the British Empire 